# コンサートボーイ
コンサートボーイ（欧字名:Concert Boy、1992年4月29日 - 2022年11月8日）は、日本の競走馬、種牡馬。主な勝ち鞍に1997年の帝王賞など。

## 戦績
- 特記事項なき場合、本節の出典はJBISサーチ[2]、地方競馬全国協会[3]

1994年7月19日、旭川競馬場での3歳新馬戦でデビューし、1着。北海道時代は6戦して3勝を挙げ、重賞も北海道3歳優駿でスイートイブンの2着に入っている。川崎競馬場・鈴木敏一厩舎に移籍後、初戦のオープン特別ローレル賞を勝ち、続く全日本3歳優駿もヒカリルーファスの4着とする。
翌1995年は南関東クラシック戦線に進むが、2月の京浜盃でジョージタイセイの2着に入ると、続く黒潮盃で再びジョージタイセイの2着とし、クラシック第一冠の羽田盃ではヒカリルーファスの2着、6月の東京ダービーで三度ジョージタイセイの2着となった。東京ダービーののち大井・栗田繁厩舎へ移籍し、東京盃3着を経て出走の東京王冠賞でツキフクオーの2着に終わり、南関東クラシック3冠全てで2着となった。このあと12月の東京大賞典に駒を進め、アドマイヤボサツの8着に終わる。
古馬となった1996年、初戦の東京シティ盃4着のあと報知グランプリカップ、金盃、マイルグランプリと重賞を3連勝する。続く帝王賞でホクトベガの14着に終わって以降は2着や3着はあっても、勝ち星からはしばらく縁遠くなる。1997年は川崎記念、金盃で連続3着ののちマイルグランプリでナイキジャガーを下して連覇を達成。このマイルグランプリから内田博幸が乗り、次走のかしわ記念でもバトルラインの3着に入って帝王賞でもこのコンビで臨む予定だったが、帝王賞を前にして内田が騎乗停止となり、代わって、当初はナイキジャガーで帝王賞に臨む予定も故障回避で手が空いていた的場文男が、川崎記念以来の二度目の騎乗で臨むこととなった。的場は、これまで主戦を務めていた石崎隆之に代わって川崎記念で騎乗した際に「大井ならホクトベガに馬体を合わせるところまでいったのでは」と思うぐらいに良い印象を持っており、マイルグランプリでも騎乗依頼を受けたもののナイキジャガーが所属先の長沼正義厩舎の馬のため断っており、それから縁はないと思っていたところに来た騎乗依頼だったと振り返っている。レースでは3番手に位置取りし、先行していたバトルラインを4コーナーで交わすと、最後の直線で追い上げてきたアブクマポーロを振り切って優勝した。
帝王賞のあとは内田に手綱が戻り、休み明けのNTV盃7着のあと、帝王賞と同条件のグランドチャンピオン2000に臨むが、アブクマポーロに逆転され4馬身差の2着に終わる。12月にかちどき賞を制したが、東京大賞典は脚部不安で回避し、その後長期休養に入る。1998年10月のグランドチャンピオン2000で復帰してアブクマポーロの3着に入った後、次走の東京記念を勝って東京大賞典で再びアブクマポーロの3着となったあと再度の長期休養に入り、1999年10月に復帰も3走して勝ち星なく、2000年1月の東京シティ盃8着が最後の競馬となった。2000年1月31日、大井競馬場にて引退式が行われた。管理していた栗田繁調教師はその2ヵ月後に引退している。

## 競走成績
以下の内容は、JBISサーチおよびnetkeiba.com、地方競馬全国協会に基づく。
| 年月日     | 競馬場   | 競走名                   | 格       | 距離（馬場）  | 頭数 | 枠番 | 馬番 | （人気） | 着順 | タイム （上り3F） | 着差 | 騎手       | 斤量 （kg） | 勝ち馬/（2着馬）       |
| ---------- | -------- | ------------------------ | -------- | ------------- | ---- | ---- | ---- | -------- | ---- | ----------------- | ---- | ---------- | ----------- | ---------------------- |
| 1994.07.19 | 旭川     | 3歳新馬                  |          | ダ900m（良）  | 10   | 8    | 9    | （2人）  | 1着  | 00:55.7(00.0)     | -1.8 | 堂山直樹   | 53          | （エゾノパワー）       |
| 0000.08.18 | 旭川     | 3歳                      |          | ダ1000m（重） | 11   | 6    | 7    | （1人）  | 6着  | 01:01.8(00.0)     | -0.6 | 堂山直樹   | 53          | エイコウスパート       |
| 0000.09.08 | 旭川     | 3歳                      |          | ダ1000m（良） | 8    | 4    | 4    | （1人）  | 1着  | 01:02.5(00.0)     | -1.3 | 井上俊彦   | 53          | （カシオウ）           |
| 0000.09.29 | 札幌(公) | 3歳                      |          | ダ1100m（良） | 9    | 4    | 4    | （1人）  | 1着  | 01:06.5(00.0)     | -0.2 | 佐々木一夫 | 55          | （オシマホマレ）       |
| 0000.10.12 | 札幌(公) | ジュニアC                |          | ダ1700m（良） | 11   | 1    | 1    | （3人）  | 4着  | 01:47.5(00.0)     | -0.2 | 佐々木一夫 | 54          | ヒノデチヨノオー       |
| 0000.11.10 | 帯広     | 北海道3歳優駿            | 重賞     | ダ1800m（良） | 12   | 5    | 6    | （2人）  | 2着  | 02:00.3(00.0)     | -0.0 | 國信満     | 54          | スイートイブン         |
| 0000.12.06 | 川崎     | ローレル賞               |          | ダ1600m（良） | 9    | 7    | 7    | （2人）  | 1着  | 01:44.9(00.0)     | -0.1 | 山崎尋美   | 54          | （タカミスパート）     |
| 0000.12.29 | 川崎     | 全日本3歳優駿            | 重賞     | ダ1600m（稍） | 11   | 5    | 5    | （2人）  | 4着  | 01:43.1(00.0)     | -1.0 | 山崎尋美   | 54          | ヒカリルーファス       |
| 1995.02.09 | 大井     | 京浜盃                   | 重賞     | ダ1700m（良） | 16   | 3    | 6    | （6人）  | 2着  | 01:49.2(00.0)     | -0.5 | 山崎尋美   | 55          | ジョージタイセイ       |
| 0000.04.12 | 大井     | 黒潮盃                   | 重賞     | ダ1800m（重） | 10   | 4    | 4    | （4人）  | 2着  | 01:54.2(00.0)     | -0.5 | 山崎尋美   | 56          | ジョージタイセイ       |
| 0000.05.04 | 大井     | 羽田盃                   | 重賞     | ダ2000m（良） | 16   | 4    | 8    | （3人）  | 2着  | 02:06.4(00.0)     | -0.1 | 山崎尋美   | 56          | ヒカリルーファス       |
| 0000.06.08 | 大井     | 東京ダービー             | 重賞     | ダ2400m（良） | 16   | 5    | 9    | （2人）  | 2着  | 02:35.4(00.0)     | -0.4 | 山崎尋美   | 56          | ジョージタイセイ       |
| 0000.09.27 | 大井     | 東京盃                   | 重賞     | ダ1200m（良） | 10   | 7    | 8    | （7人）  | 3着  | 01:12.5(00.0)     | -0.5 | 山崎尋美   | 53          | サクラハイスピード     |
| 0000.11.09 | 大井     | 東京王冠賞               | 重賞     | ダ2600m（良） | 11   | 2    | 2    | （1人）  | 2着  | 02:51.3(00.0)     | -0.0 | 高橋三郎   | 57          | ツキフクオー           |
| 0000.12.21 | 大井     | 東京大賞典               | 交流重賞 | ダ2800m（良） | 16   | 8    | 15   | （7人）  | 8着  | 03:03.2(00.0)     | -1.5 | 高橋三郎   | 54          | アドマイヤボサツ       |
| 1996.01.18 | 大井     | 東京シティ盃             | 重賞     | ダ1400m（良） | 16   | 7    | 13   | （2人）  | 4着  | 01:26.8(00.0)     | -0.9 | 山崎尋美   | 58          | ヒカリルーファス       |
| 0000.02.21 | 船橋     | 報知グランプリC          | 重賞     | ダ1800m（良） | 11   | 7    | 8    | （2人）  | 1着  | 01:51.3(00.0)     | -0.5 | 石崎隆之   | 57          | （エスケイワン）       |
| 0000.03.05 | 大井     | 金盃                     | 重賞     | ダ2000m（良） | 16   | 7    | 14   | （1人）  | 1着  | 02:06.3(00.0)     | -0.1 | 石崎隆之   | 56          | （ヒカリルーファス）   |
| 0000.04.11 | 大井     | マイルグランプリ         | 重賞     | ダ1600m（良） | 13   | 7    | 10   | （2人）  | 1着  | 01:39.0(00.0)     | -0.1 | 石崎隆之   | 57          | （カネショウゴールド） |
| 0000.06.19 | 大井     | 帝王賞                   | 交流重賞 | ダ2000m（良） | 15   | 5    | 8    | （5人）  | 14着 | 02:07.1(00.0)     | -2.9 | 佐藤隆     | 56          | ホクトベガ             |
| 0000.08.26 | 大井     | アフター5スター賞        | 重賞     | ダ1800m（良） | 14   | 6    | 10   | （2人）  | 3着  | 01:53.6(00.0)     | -0.0 | 石崎隆之   | 57.5        | スペクタクル           |
| 0000.09.26 | 大井     | 東京盃                   | 交流重賞 | ダ1200m（稍） | 15   | 3    | 6    | （2人）  | 8着  | 01:13.3(00.0)     | -1.1 | 石崎隆之   | 57          | トキオクラフティー     |
| 0000.10.30 | 大井     | グランドチャンピオン2000 | 重賞     | ダ2000m（良） | 14   | 4    | 5    | （1人）  | 3着  | 02:05.5(00.0)     | -0.2 | 石崎隆之   | 57          | マキバサイレント       |
| 0000.11.18 | 大井     | 東京記念                 | 重賞     | ダ2400m（良） | 15   | 4    | 6    | （1人）  | 2着  | 02:35.4           | -0.1 | 石崎隆之   | 58          | （テツノセンゴクオー） |
| 0000.12.29 | 大井     | 東京大賞典               | 交流重賞 | ダ2800m（良） | 15   | 2    | 3    | （4人）  | 2着  | 03:01.4(00.0)     | -0.2 | 石崎隆之   | 56          | キョウトシチー         |
| 1997.02.05 | 川崎     | 川崎記念                 | 交流重賞 | ダ2000m（稍） | 11   | 8    | 10   | （4人）  | 3着  | 02:07.3(00.0)     | -0.6 | 的場文男   | 56          | ホクトベガ             |
| 0000.02.27 | 大井     | 金盃                     | 重賞     | ダ2000m（良） | 15   | 7    | 14   | （1人）  | 3着  | 02:06.9(00.0)     | -0.2 | 石崎隆之   | 58.5        | テツノセンゴクオー     |
| 0000.04.09 | 大井     | マイルグランプリ         | G1       | ダ1600m（良） | 13   | 4    | 4    | （2人）  | 1着  | 01:39.2(00.0)     | -0.4 | 内田博幸   | 57          | （ナイキジャガー）     |
| 0000.05.28 | 船橋     | かしわ記念               | GIII     | ダ1600m（良） | 11   | 4    | 4    | （2人）  | 3着  | 01:39.1(00.0)     | -1.2 | 内田博幸   | 58          | バトルライン           |
| 0000.06.24 | 大井     | 帝王賞                   | GI       | ダ2000m（良） | 12   | 3    | 3    | （4人）  | 1着  | 02:04.9(00.0)     | -0.0 | 的場文男   | 57          | （アブクマポーロ）     |
| 0000.09.24 | 船橋     | NTV盃                    | G3       | ダ2000m（稍） | 9    | 5    | 5    | （1人）  | 7着  | 02:09.1(00.0)     | -1.5 | 内田博幸   | 57          | シービーダイコク       |
| 0000.10.29 | 大井     | グランドチャンピオン2000 | G1       | ダ2000m（良） | 14   | 4    | 6    | （2人）  | 2着  | 02:05.7(00.0)     | -0.9 | 内田博幸   | 57          | アブクマポーロ         |
| 0000.12.09 | 大井     | かちどき賞               |          | ダ1800m（稍） | 14   | 4    | 6    | （1人）  | 1着  | 01:54.2(00.0)     | -0.0 | 内田博幸   | 59          | （エムジーサイクロン） |
| 1998.10.28 | 大井     | グランドチャンピオン2000 | G1       | ダ2000m（良） | 13   | 5    | 7    | （3人）  | 3着  | 02:06.2 (38.0)    | -1.1 | 的場文男   | 56          | アブクマポーロ         |
| 0000.11.12 | 大井     | 東京記念                 | G2       | ダ2400m（良） | 16   | 4    | 8    | （2人）  | 1着  | 02:35.1 (37.4)    | -0.1 | 的場文男   | 59          | （サプライズパワー）   |
| 0000.12.23 | 大井     | 東京大賞典               | GI       | ダ2000m（良） | 15   | 7    | 12   | （5人）  | 3着  | 02:06.0 (37.7)    | -0.6 | 的場文男   | 56          | アブクマポーロ         |
| 1999.10.28 | 大井     | グランドチャンピオン2000 | G1       | ダ2000m（稍） | 14   | 1    | 1    | （5人）  | 6着  | 02:08.7 (40.3)    | -1.7 | 早田秀治   | 56          | ゴールドヘッド         |
| 0000.11.30 | 大井     | 東京記念                 | G2       | ダ2400m（稍） | 12   | 8    | 13   | （3人）  | 9着  | 02:38.7 (39.9)    | -2.4 | 早田秀治   | 58          | マキバスナイパー       |
| 2000.01.10 | 大井     | 東京シティ盃             | G3       | ダ1400m（稍） | 16   | 2    | 3    | （6人）  | 8着  | 01:27.3 (39.9)    | -1.8 | 的場文男   | 58          | アローセプテンバー     |

## 種牡馬時代
2000年からトヨサトスタリオンセンターで種牡馬となり、9年間の供用で二桁を超える生産頭数を記録した年はなかったものの、血統登録頭数18頭、出走頭数はそのうちの15頭を記録した。
種牡馬を引退後は、生まれ故郷である日高町の船越牧場で引退名馬繋養展示事業の助成を受ける功労馬として余生を送っていたが、2022年11月8日に死亡した。30歳没。

### 主な産駒
- ザオリンポスマン（吉野ヶ里記念）[12]

## 血統表
| コンサートボーイの血統                 | コンサートボーイの血統                      | コンサートボーイの血統         | （血統表の出典）               | （血統表の出典） |
| 父系                                   | レイズアネイティヴ系                        | レイズアネイティヴ系           | レイズアネイティヴ系           | [ § 2 ]          |
| 父 *カコイーシーズ Cacoethes 1986 鹿毛 | 父の父Alydar 1975 栗毛                      | Raise a Native                 | Native Dancer                  | Native Dancer    |
| 父 *カコイーシーズ Cacoethes 1986 鹿毛 | 父の父Alydar 1975 栗毛                      | Raise a Native                 | Raise You                      |                  |
| 父 *カコイーシーズ Cacoethes 1986 鹿毛 | 父の父Alydar 1975 栗毛                      | Sweet Tooth                    | On-and-On                      | On-and-On        |
| 父 *カコイーシーズ Cacoethes 1986 鹿毛 | 父の父Alydar 1975 栗毛                      | Sweet Tooth                    | Plum Cake                      |                  |
| 父 *カコイーシーズ Cacoethes 1986 鹿毛 | 父の母Careless Notion 1970 鹿毛             | Jester                         | Tom Fool                       | Tom Fool         |
| 父 *カコイーシーズ Cacoethes 1986 鹿毛 | 父の母Careless Notion 1970 鹿毛             | Jester                         | Golden Apple                   |                  |
| 父 *カコイーシーズ Cacoethes 1986 鹿毛 | 父の母Careless Notion 1970 鹿毛             | Miss Uppity                    | Nasrullah                      | Nasrullah        |
| 父 *カコイーシーズ Cacoethes 1986 鹿毛 | 父の母Careless Notion 1970 鹿毛             | Miss Uppity                    | Nursery School                 |                  |
| 母 コンサートダイナ 1982 栗毛          | 母の父*ハンターコム Huntercombe 1967 黒鹿毛 | Derring-Do                     | Darius                         | Darius           |
| 母 コンサートダイナ 1982 栗毛          | 母の父*ハンターコム Huntercombe 1967 黒鹿毛 | Derring-Do                     | Sipsey Bridge                  |                  |
| 母 コンサートダイナ 1982 栗毛          | 母の父*ハンターコム Huntercombe 1967 黒鹿毛 | Ergina                         | Fair Trial                     | Fair Trial       |
| 母 コンサートダイナ 1982 栗毛          | 母の父*ハンターコム Huntercombe 1967 黒鹿毛 | Ergina                         | Ballechin                      |                  |
| 母 コンサートダイナ 1982 栗毛          | 母の母*コンサーテイスト 1971 栗毛           | Supreme Sovereign              | Sovereign Path                 | Sovereign Path   |
| 母 コンサートダイナ 1982 栗毛          | 母の母*コンサーテイスト 1971 栗毛           | Supreme Sovereign              | Valtellina                     |                  |
| 母 コンサートダイナ 1982 栗毛          | 母の母*コンサーテイスト 1971 栗毛           | Chambord                       | Chamossaire                    | Chamossaire      |
| 母 コンサートダイナ 1982 栗毛          | 母の母*コンサーテイスト 1971 栗毛           | Chambord                       | Life Hill                      |                  |
| 母系(F-No.)                            | コンサーテイスト(GB)系(FN:3-o)              | コンサーテイスト(GB)系(FN:3-o) | コンサーテイスト(GB)系(FN:3-o) | [ § 3 ]          |
| 5代内の近親交配                        | Nasrullah 5･4（父内） = 9.38%               | Nasrullah 5･4（父内） = 9.38%  | Nasrullah 5･4（父内） = 9.38%  | [ § 4 ]          |
| 出典                                   | 1. 2. 3. 4.                                 | 1. 2. 3. 4.                    | 1. 2. 3. 4.                    | 1. 2. 3. 4.      |

- 全妹ブルーダイナの産駒タイムビヨンドは、道営記念、ノースクイーンカップの勝ち馬[15][16]。
- 半妹ビーフレグラントの仔で本馬と同じ父カコイーシーズのピエールタイガーは、北海優駿、マイルグランプリの勝ち馬[17]。
- 2代母コンサーティストの半兄にCaroがいる[18]。